# لويس ر. برادلي
لويس ر. برادلي (بالإنجليزية: Lewis R. Bradley)‏ هو سياسي أمريكي، ولد في 18 فبراير 1805 بمقاطعة أورانج في الولايات المتحدة، وتوفي في 21 مارس 1879 في نفس البلد. حزبياً، نشط في الحزب الديمقراطي. وقد انتخب حاكم نيفادا ‏ (2 يناير 1871 – 6 يناير 1879).